# Yes We Can
«Yes We Can» —en español: «Sí se puede»— es una canción inspirada en un eslogan utilizado por el senador demócrata Barack Obama en la campaña primaria presidencial de 2008. La canción se publicó en YouTube y Dipdive.com en febrero de 2008 por will.i.am, integrante del grupo de hip hop Black Eyed Peas, bajo el nombre de usuario "WeCan08". La canción fue producida por will.i.am; mientras que Jesse Dylan, hijo de Bob Dylan, dirigió la música y el video.
Aunque la canción toma numerosas citas del senador en un mitin en Nuevo Hampshire y fue una clara acción de apoyo al demócrata, la campaña de Obama no estuvo involucrada en su producción. El mismo día de ser subido a internet, el blog de la coordinadora de la campaña publicó una entrada alabando la iniciativa promocionando la difusión del video. El videoclip, definido como brillante por algunos críticos, muestra escenas en blanco y negro del senador y personajes relevantes de la vida pública norteamericana simpatizantes con la candidatura mientras pronuncian al unísono frases de su mitin.

## Video musical
Desde el lanzamiento de la canción en internet hasta el 23 de febrero, el video fue visto más de 12 millones de veces entre todas las webs que lo tenían subido. En marzo esa cifra había aumentado a 22 millones, la mayoría en YouTube. Will.i.am ganó el premio Webby a "artista del año" gracias al tema. Pese a ello, el video también fue criticado por ser excesivamente laudatorio respecto a Obama. Con el tiempo surgieron numerosas versiones y parodias, algunas de ellas con el objetivo de criticar algunos aspectos del líder demócrata y usadas por muchos republicanos (conservadores). 

### Apariciones en el video
Los siguientes personajes conocidos en Estados Unidos prestaron su imagen y voz al videoclip de apoyo a Obama. Por orden de aparición en la versión oficial:
| - will.i.am - 0:01 - Scarlett Johansson - 0:05 - Kareem Abdul-Jabbar - 0:21 - Common - 0:23 - John Legend - 0:32 - Bryan Greenberg (guitarra) - 0:37 - Kate Walsh - 0:44 - Tatyana Ali - 0:44 - Harold Perrineau, Jr. - 0:49 - Aisha Tyler - 1:01 - Samuel Page - 1:03 - Enrique Murciano - 1:07 "Sí, podemos" - 1:17 - Maya Rubin - 1:08 - Esthero - 1:10 - Eric Balfour - 1:23 - Nicole Scherzinger - 1:30 - Taryn Manning - 1:40 - Amber Valletta - 1:52 - Auden McCaw - 1:52 - Kelly Hu - 1:52 | - Adam Rodríguez - 1:56 "Sí se puede" - Eric Christian Olsen - 2:02 - Sarah Wright - 2:02 - Shoshannah Stern - 2:05 - Ed Kowalczyk - 2:19 - Fonzworth Bentley (violín) - 2:38 - Amaury Nolasco - 3:24 - Hill Harper - 3:27 - Nick Cannon - 3:36 - Herbie Hancock (piano) - 3:41 - Johnathon Schaech - 3:45 - Austin Nichols - 3:50 - Tracee Ellis Ross - 4:00 - Fred Goldring - 4:03 - Sam Page - Alfonso Ribeiro - Cliff Collins - Vera Farmiga |  |

## Versión en español
El 4 de noviembre de 2008 coincidiendo con el día de las elecciones presidenciales norteamericanas,fue lanzada una canción de la versión en español de "Yes We Can". La canción fue difundida para promover el voto de los hispanos. La canción bajo el título de "Sí se puede" es una actuación en directo de los cantantes Taboo (The Black Eyed Peas) y Andy Vargas junto con la colaboración de George Pajon Jr. (guitarrista de The Black Eyed Peas). Un video de la actuación en directo fue lanzado en YouTube el mismo día 4 de noviembre. Junto al vídeo se pudo apreciar una entrevista previa de los tres artistas mostrando su apoyo al candidato demócrata.